# Сонячний факел

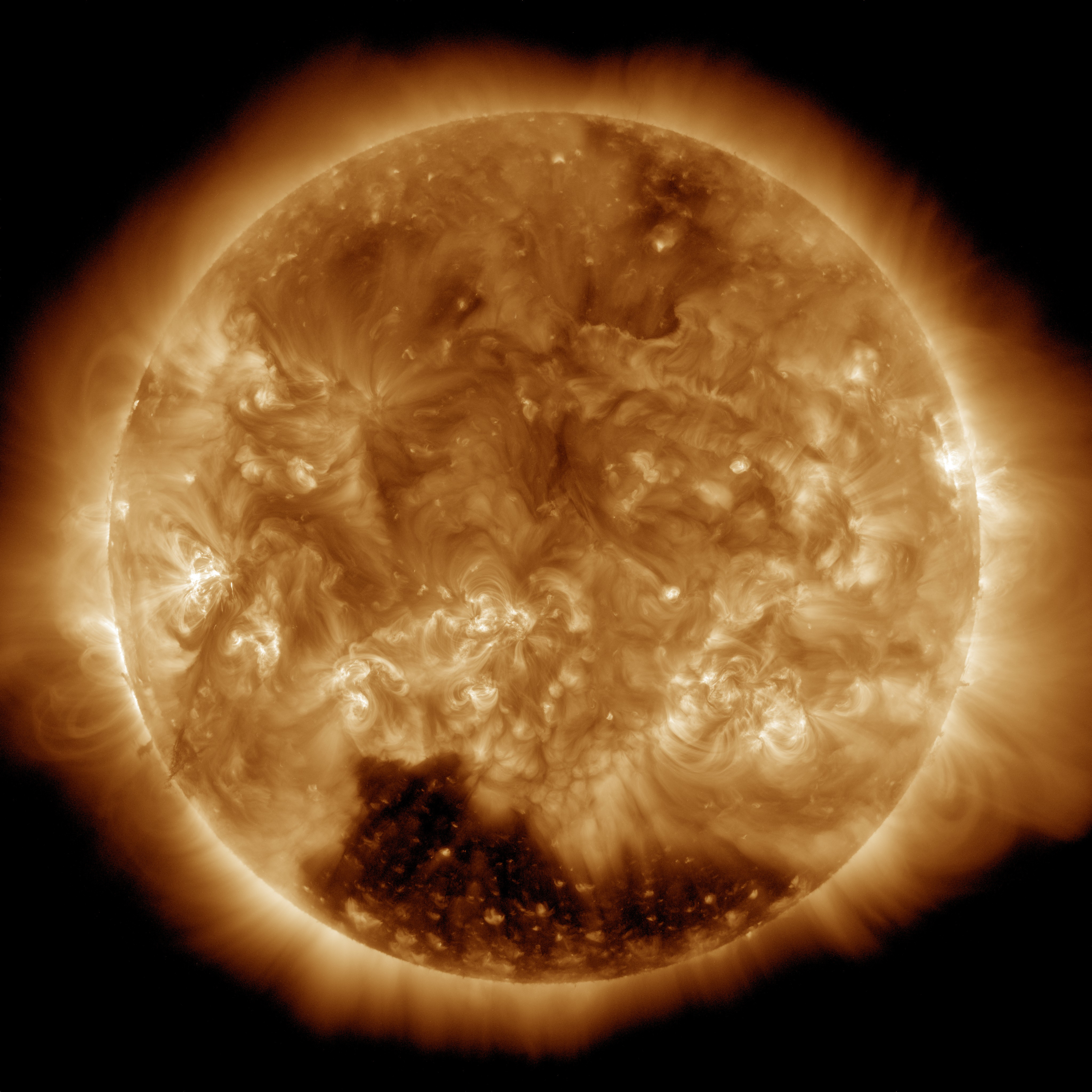

Сонячні факели — яскраві поля, що оточують сонячні плями. Факели являють собою більш яскраві в порівнянні із загальним тлом утворення, які можуть займати більшу частину видимої поверхні Сонця.

## Структура факелів
Структура факелів досить складна. Вона складається з великої кількості прожилок, яскравих вузликів, цяточок, іншими словами факельних гранул, величина кожної з яких становить до 30000 км.

## Утворення факелів
Сонячні факели утворюються в активних областях магнітного поля Сонця. Як і все в природі, факели не народжуються просто так. Їх виникнення обумовлено однією з властивостей магнітного поля, а саме: магнітне поле перешкоджає руху речовини в тому випадку, коли воно відбувається поперек силових ліній. Якщо енергія магнітного поля велика, то можливий рух речовини виключно уздовж силових ліній. В іншому випадку слабке магнітне поле в факельній області не здатне зупинити досить потужних конвективних рухів, хоча і може надати їм більш впорядкований характер. Варто відзначити, що безладні рухи відбуваються як у вертикальній площині (більшою мірою), так і в горизонтальній. Останні призводять до появи тертя між окремими конвективними потоками, а потім вони гальмуються магнітним полем, напруженість якого в області факела набагато менше, ніж в інших областях. Це дозволяє газам підніматися вище і переносити набагато більший потік енергії. Таким чином, факели з'являються при посиленні конвекції, яке викликане слабким магнітним полем.

## Особливості факелів
Ближче до центру факели практично не видно, зате на лімбі сонячного диска вони дуже помітні. Ця особливість вказує на те, що на деякому рівні у фотосфері температура факелів відрізняється від температури сусідніх факелів, розташованих в інших областях, на 200–300 К. У порівнянні з температурою довкілля, температура факелів більша приблизно на 2000 К. Як правило, факели об'єднуються в факелі поля. Нерідко зустрічаються факелі поля, в яких не з'являються плями. Таким чином можна зробити висновок, що в факелах не обов'язково повинні бути сонячні плями. Тривалість життя сонячного факела становить 3-4 місяці. Так само, як і кількість плям, кількість факелів залежить від сонячної активності.